# Court Tomb von Carbad More

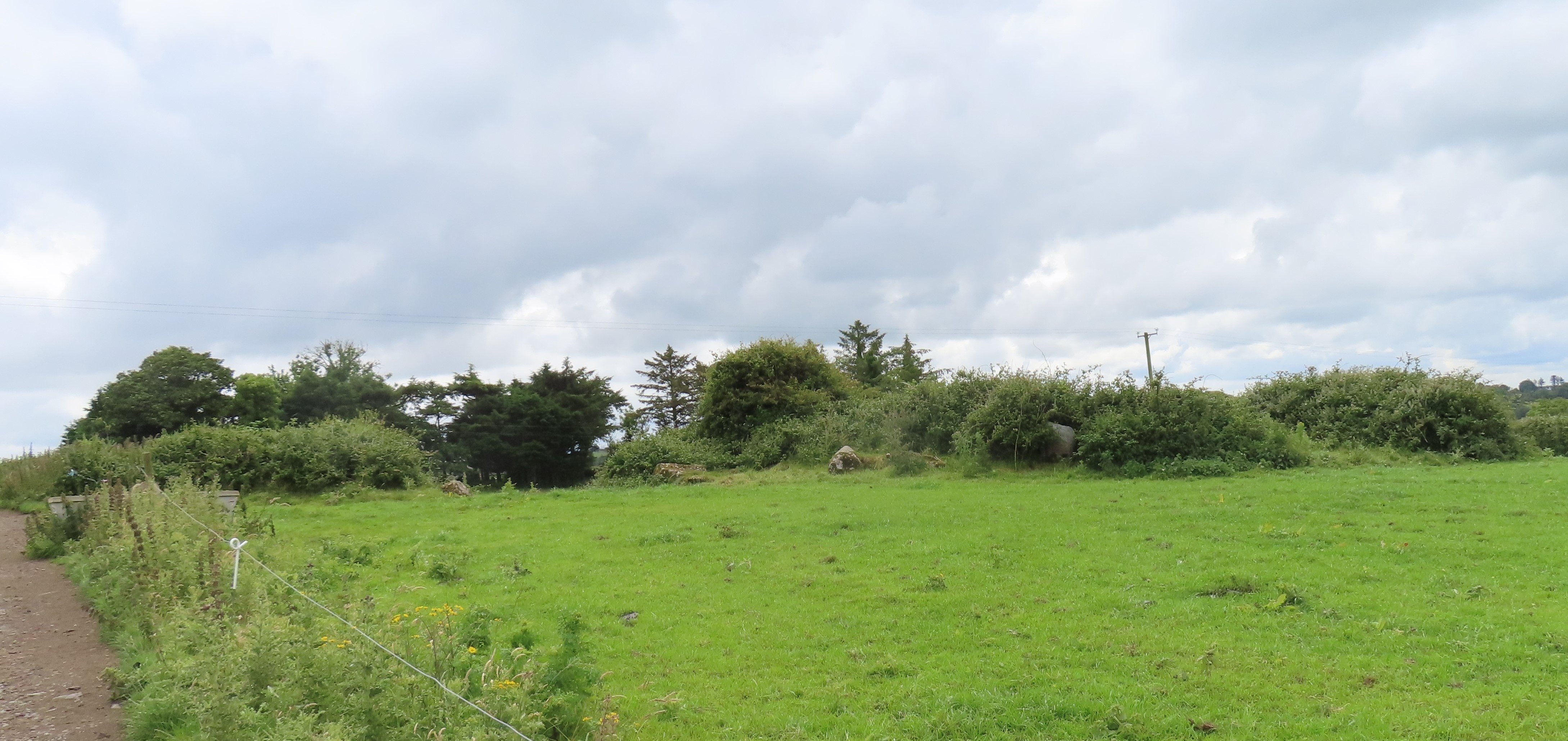
Carbad More (2024)

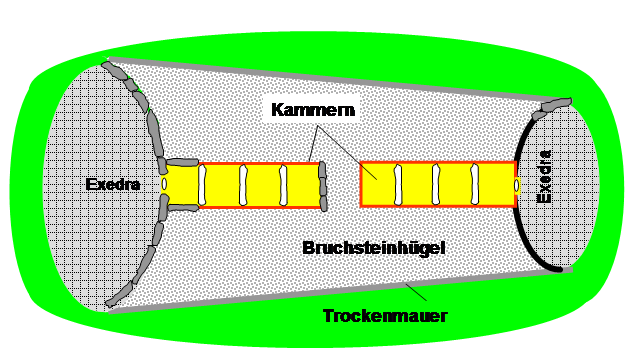
Schema Dual-Court Cairn

Das Court Tomb von Carbad More ist ein Dual-Court Cairn im Townland Carbad More (irisch An Carbad Mór) nordwestlich von Killala im County Mayo in Irland.
Das Court Tomb ist ein National Monument und relativ gut erhalten. Es liegt im Norden des Countys und ist die südlichste jener Megalithanlagen, die zu beiden Seiten der Straße liegen, die nach Norden zur Lackan Bay führt. Es liegt etwa 150 Meter westlich der Straße. Im Jahr 2024 ist es nahezu zugewachsen und von Büschen bedeckt.
Vom einst deckenden etwa 37,0 m langen und bis zu 10 m breiten Cairn des Doppel-Court Tombs ist fast keine Spur mehr vorhanden. An den Enden des Cairns befinden sich die Reste zweier fast runder Höfe (englisch courts), die jeweils in segmentierte Galerien führten.
Die Achse des Cairns ist Nordost-Südwest orientiert. An beiden Enden liegen die Reste zweier fast runder Höfe, die zu Galerien führen, zwischen denen eine etwa 3,5 m lange Kluft liegt. Da keinerlei Struktur erkennbar ist, ist es unwahrscheinlich, dass die beiden Galerien verbunden waren.

## Südwestlicher Hof
Der Hof hat etwa 8,0 m Durchmesser. Zehn seiner Randsteine befinden sich in situ. Zwei etwa 0,5 m voneinander entfernte Pfosten bilden in der Mitte den Zugang zur Galerie. Flankiert werden sie durch zwei 1,4 m und 1,2 m hohe, markante Steine. Ein Stein der Hofeinfassung gegenüber der Galerie ist 1,5 m hoch. Er bildete wahrscheinlich eine Seite des Hofzugangs. Die restlichen Steine sind deutlich niedriger.

### Galerie
Die erste Kammer ist 2,7 m lang und 1,9 m breit. Ihre Nordwestseite ist komplett. Im Südosten fehlen einer oder mehrere Steine. Die Kammer ist teilweise verfüllt und die Seitensteine ragen nur etwa 0,4 m aus der Füllung. Die Pfosten zwischen der ersten und zweiten Kammer sind höher als die Galerieseiten. Der Abstand zwischen ihnen beträgt 70 cm. 
Die zweite Kammer ist 2,25 m breit und war wahrscheinlich etwa 3,4 m lang. Ihre gegenüber der ersten Kammer niedrigeren Seitensteine scheinen komplett zu sein. Sie liegen etwa 50 cm über dem heutigen Bodenniveau, das niedriger ist als dasjenige der ersten Kammer. Das Kammerende ist offen, aber das Eindrehen des südöstlichen Seitensteins legt nahe, das die Galerie dort endete. Die Höhe der Galerieseiten im Verhältnis zu den Pfosten deutet darauf hin, dass ein Kraggewölbe vorhanden war und tatsächlich ist dar seitliche Aufbau geeignet, ein solches aufzunehmen. Ein außerhalb der vorderen Kammer befindlicher Stein könnte ein verlagerter Kragstein sein.

## Nordöstlicher Hof
Die Struktur am nordöstlichen Ende ist im Design ähnlich zur südwestlichen. Der Hofdurchmesser betrug offenbar etwa 7,5 m. Neun Steine, darunter die 0,9 und 0,8 m hohen Pfosten des 0,7 m breiten Galeriezugangs, befinden sich in situ. Ein Block liegt zwischen den Pfosten, aber es ist zweifelhaft, ob er original ist. Der Rest der Steine ist durchschnittlich fast 1,0 m hoch. Der Hof besteht im Südosten aus Blöcken, von denen einige seine Randsteine sein können.

### Galerie
Die Kammer ist teilweise verfüllt und die Seitensteine ragen nur etwa 0,4 m aus der Füllung. Die Zugangspfosten sind etwa 0,5 m höher als die Seitensteine. Die gut erhaltene vordere Kammer ist etwa 2,0 m lang und 2,5 m breit. Die Trennpfosten sind etwa 80 cm hoch. Die Lücke zwischen ihnen beträgt etwa 0,7 m. Die zweite Kammer ist etwa 2,4 m breit. Ihre Länge ist ungewiss, da ihr Ende ist offen ist.